# Список веж і кам'яних фортець в Азербайджані
Список веж і кам'яних фортець в Азербайджані — це список веж і фортець, розташованих на історичній частині території Азербайджану. Вежі в Азербайджані були побудовані в стародавні та середньовічні часи. Таким чином, імена деяких веж мають суфікси «qala», «divar» або «qüllə».

## Карабаський регіон
| Назва                  | Місцезнаходження                | Дата споруди             | Примітки                                                                                            | Зображення |
| ---------------------- | ------------------------------- | ------------------------ | --------------------------------------------------------------------------------------------------- | ---------- |
| Каракепектепе          | Фізулінський район              | III тисячоліття до н. е. | Перші археологічні дослідження пам'ятника були проведені археологом Олексієм Івановим у 1898 році . |            |
| Аскеранська фортеця    | У південній околиці Аскеран     | 1751                     | Карабаське ханство                                                                                  |            |
| Качакагаберд (фортеця) | між селами Колатак і Хндзрістан | Зведений у IX столітті   | Арабський халіфат                                                                                   |            |
| Шахбулаг               | Агдам                           | 1752                     | Засновник: Панахалі хан                                                                             |            |
| Шушинська фортеця      | Шуша                            | 1751                     | Засновник: Панахалі хан                                                                             |            |
| Фортеця Кероглу        | Кедабек                         | XVI століття             | держава Сефевідів                                                                                   |            |
| Дівоча вежа            | Кедабек                         | IX століття              | Арабський халіфат                                                                                   |            |
| Замок Ізз              | Тертер                          | VII століття             | Кавказька Албанія                                                                                   |            |
| Замок Андораб          | Тертер                          | VIII століття            | Кавказька Албанія                                                                                   |            |
| Ґюлістан               | Геранбой                        | IV століття              | Кавказька Албанія                                                                                   |            |
| Лех                    | Кельбаджар                      | 1140-ті роки             | Арцах                                                                                               |            |
| Шалят                  | Геранбой                        | IV століття              | Кавказька Албанія                                                                                   |            |
| Чілгигала              | Лачін                           | X століття               | Арабський халіфат                                                                                   |            |
| Фортеця Баят           | Тертер                          | 1748                     | Карабаське ханство                                                                                  |            |
| Бейлаганська фортеця   | область Бейлаґан                | V століття               | Кавказька Албанія                                                                                   |            |
| Фортеця Барда          | Барда                           | 1022                     | Арабський халіфат                                                                                   |            |
| Фортеця Джомард        | Кельбаджар                      | VI століття до н. е.     | Кавказька Албанія                                                                                   |            |
| Галабойну              | Кельбаджар                      | IV століття до н. е.     | Кавказька Албанія                                                                                   |            |
| Фортеця Ктіш           | Ходжавенд                       | V століття до н. е.      | Кавказька Албанія                                                                                   |            |
| Фортеця Керки          | Степанакерт                     | IV століття до н. е.     | Кавказька Албанія                                                                                   |            |
| Фортеця Хан            | Степанакерт                     | II століття              | Кавказька Албанія                                                                                   |            |

## Апшеронський регіон
| Назва                    | Місцезнаходження | Дата споруди | Примітки            | Світлини |
| ------------------------ | ---------------- | ------------ | ------------------- | -------- |
| Бакинська фортеця        | Баку             | XII століття | держава Ширваншахів |          |
| Чотирикутний замок       | Мардакан         | XII століття | Ахсітан I           |          |
| Круглий замок (Мардакян) | Мардакян         | 1232         | держава Ширваншахів |          |
| Нардаранська фортеця     | Баку             | 1301         | держава Ширваншахів |          |
| Фортеця в Рамані         | Баку             | XIV століття | держава Ширваншахів |          |
| Дівоча вежа              | Ічері Шехер      | XII століття | держава Ширваншахів |          |
| Фортеця Більгя           | Сабунчі, Баку    | XIV століття | держава Ширваншахів |          |
| Фортеця Шаган            | Баку             | XII століття | держава Ширваншахів |          |

## Гянджабасар
| Назва                     | Місцезнаходження | Дата                  | Примітки            | Світлини |
| ------------------------- | ---------------- | --------------------- | ------------------- | -------- |
| Гянджінська фортеця       | Гянджа           | XVI століття          | Сефевіди            |          |
| Стара Гянджінська фортеця | Гянджа           | X століття            | Шеддадіди           |          |
| Фортеця Кероглу           | Товуз            | XVI століття          | Сефевіди            |          |
| Фортеця Газах             | Газах            | III століття до н. е. | Кавказька Албанія   |          |
| Фортеця Шамкір            | Шамкір           | XVII століття         | Сефевіди            |          |
| Фортеця Хунан             | Товуз            | VIII століття         | Кавказька Албанія   |          |
| Фортеця Торпак            | Товуз            | V століття            | Кавказька Албанія   |          |
| Фортеця Галакент          | газах            | VI століття           | Кавказька Албанія   |          |
| Фортеця Балчіли           | Гейгель          | XI століття           | Саларіди            |          |
| Фортеця Дідіван           | Газах            | VI століття           | Кавказька Албанія   |          |
| Фортеця Зурнабад          | Гейгель          | XIII століття         | Ільханіди           |          |
| Фортеця Геязан            | Ґазах            | XIV століття          | Держава Кара-Коюнлу |          |

## Південний регіон
| Назва                | Місцезнаходження | Дата           | Примітка           | Світлина |
| Фортеця Зіндан       | Ленкорань        | XVIII століття | держава Сефевідів  |          |
| Ленкяранська фортеця | Лянкяран         | 1726           | держава Сефевідів  |          |
| Фортеця Чай          | Масалли          | 810-ті роки    | держава Хуррамитів |          |

## Північний регіон
| Назва             | Місцезнаходження | Дата                                                               | Примітка            | Світлина |
| Чираг Гала        | Шабран           | IV століття                                                        |                     |          |
| Фортеця Шабран    | Шабран           | I століття до н. е.                                                | Масагети            |          |
| Аниг гала         | Ґусар            | IX століття                                                        | Дербендський емірат |          |
| Фортеця Кабала    | Кабала           | III-I століття до н. е.                                            | Кавказька Албанія   |          |
| Пері-кала         | Загатала         | за різними даними III—IV ст., XII—XIII ст. або кінець XIV століття | Кавказька Албанія   |          |
| Нухінська фортеця | Шекі             | 1765                                                               | Шекінське ханство   |          |
| Фортеця Загатала  | Загатала         | 1830                                                               |                     |          |

## Центральний Аран
| Назва             | Місцезнаходження | Дата           | Примітка            | Світлина |
| Фортеця Ултан     | Сабирабад        | IV століття    | Кавказька Албанія   |          |
| Фортеця Сурхан    | Баку             | XVII століття  | Арешський султанат  |          |
| Фортеця Сельджук  | Білясувар        | XI століття    | Сельджуцька імперія |          |
| Фортеця Сефевидів | Ширван           | 1512           | Сефевидська імперія |          |
| Фортеця Су        | Євлах            | XVIII століття | Арешський султанат  |          |

## Ширван
| Назва               | Місцезнаходження | Дата           | Примітка            | Світлина |
| Шамахинська Фортеця | Шамахи           | 1045           | держава Ширваншахів |          |
| Фортеця Джаваншира  | Ісмаїли          | 640-ті роки    | Кавказька Албанія   |          |
| Фортеця Ніял        | Ісмаїлли         | III століття   | Кавказька Албанія   |          |
| Калей-бугурд        | Шамахи           | XIV століття   | держава Ширваншахів |          |
| Фортеця Шамах       | Шамахи           | IX століття    | держава Саджіда     |          |
| Фортеця Харам       | Агсу             | XVI століття   | держава Сефевідів   |          |
| Фортеця Фіт         | Агсу             | XVIII століття | династія Афшар      |          |

## Нахічеванська автономна республіка
| Назва             | Місцезнаходження     | Дата                     | Примітка              | Світлина           |
| Чалхангала        | Кенгерлінський район | 3-е тисячоліття до н. е. | Туррукі               |                    |
| Фортеця Садарак   | Садарак              | XV століття до н. е.     | Туррукі               |                    |
| Газанчі гала      | Джульфа              | III століття до н. е.    | Луллубі               |                    |
| Оглангала         | Шарур                | II століття до н. е.     | Ассирія               | Файл:Оглангала.jpg |
| Фортеця Аббасабад | Бабек                | 1810                     | Нахічеванське ханство |                    |
| Фортеця Карасу    | Шарур                | II століття до н. е.     | Ассирія               |                    |
| Фортеця Йезідабад | Нахічевань           | 640-ті роки              | держава Сасанідів     |                    |
| Фортеця Шапур     | Шахбуз               | I століття               |                       |                    |
| Фортеця Алінджа   | Джульфа              | 1140-ті роки             |                       |                    |
| Фортеця Ордубад   | Ордубад              | 104                      |                       |                    |
| Фортеця Джуга     | Джульфа              |                          |                       |                    |